# Bricoptis rufescens
Bricoptis rufescens är en skalbaggsart som beskrevs av Leon Fairmaire 1896. Bricoptis rufescens ingår i släktet Bricoptis och familjen Cetoniidae. Inga underarter finns listade.